# Köklot
Köklot (köcklot), ö i Kvevlax i Korsholms kommun Österbotten (på finska: Kaukaluoto)
Köklot är en by i Korsholms kommun, Finland som är belägen i skärgården utanför Vasa. Invånarantalet är ca 70 personer. Därtill bor ca 20 personer i sina sommarstugor året runt. Ön Köklot är 13,91 kvadratkilometer och dess största längd är 7,5 kilometer i nord-sydlig riktning och dess bredd omkring 2 km.
Köklot var ursprungligen ett tillhåll för fiskare och jägare. Efterhand började man även använda öarna för bete under sommarmånaderna. Den fasta bosättningen tros ha anlänt på 1600-talet.

## Namnet
Öns namn stavades tidigare Kåcklot, men har på senare tid ändrats till Köklot. En teori är att ön har fått sitt namn efter en person med namnet Kock. Hans lot eller fiskeläge skulle då ha fått namnet Kocklot, som sedan blivit namnet på hela ön. En annan teori är att namnet "köklot" härstammar från det finska namnet Kaukaluoto som på svenska kan översättas till "avlägset skär". Ön anses enligt denna teori ha fått namnet Kaukaluoto därför att det låg fjärran för de som bodde i Storkyro.

## Kommunikationer
En 5 kilometer lång vägförbindelse mellan Köklot by och Norrskat byggdes mellan åren 1956-57 med hjälp av statliga medel. Köklot elektrifierades år 1956, vilket märkbart förbättrade öbornas levnadsvillkor. En fast vägförbindelse till fastlandet färdigställdes år 1975. Detta projekt var vid denna tidpunkt Finlands största enskilda vägbyggnadsprojekt. Tidigare hade man varit tvungen att åka båt på sommaren och på vintern häst och släde, skidor eller sparkstötting. Idag arbetar de flesta ortsborna på fastlandet och vägförbindelsen har även lett till att allt fler sommarvillor har byggts på ön. Idag är sommarstugorna mycket attraktiva på fastighetsmarknaden på grund av närheten till Vasa, den unika naturen bestående av till exempel åsarna samt de fina och djupa vattnen.
Vid Djupkastet på öns nordvästra del finns en djuphamn för segelbåtar och andra fartyg.

## Samhället
Idag har ön ändrat sin karaktär. Det finns inte längre något postombud eller butik kvar på ön, ej heller längre någon skola eftersom elevunderlaget är för litet.
Den naturliga samlingspunkten på Köklot är den gamla skolfastigheten, vilken numera heter Köklot byagård. Fastigheten ägs av Korsholms kommun, men Köklot ungdomsförening har genom ett avtal rätt att disponera över dessa utrymmen. På den gamla skolgården ordnas årligen de populära och välbesökta sommar- och höstmarknaderna. I byagårdens andra våning finns en vävstuga som tidigare drevs i Marthaföreningens regi (Köklot marthaförening upplöstes ca 2010). 
I den gamla lärarbostaden hade Korsholms kommun tidigare hyresgäster, numera har den redan i många år stått tom.

## Företag
Kiosk Ankaret belägen vid Köklot fiskehamn har efter en paus på många år återupptagit verksamheten sommaren 2018. Kiosken erbjuder diverse livsmedel, glass, drycker etc, den är öppen endast under sommarmånaderna.
På Furuskäret har Korsholms kommun ett fritidsområde med simstrand och vandringsstigar, området ligger i nära anslutning till kiosk Ankaret.
Tidigare fanns ett företag som inriktade sig på fiskodling, Köklot Lax. Den verksamheten lades ner ca 2005.

## Vägbeskrivning
Från Vasa centrum kör man längs väg 724 norrut mot Replot. Strax innan man kommer till Replot bro finns avtagsvägen till Köklot. Den sammanlagda längden är ca 35 km.

## Delöar och uddar
- Köklot (Kaukaluoto) 63°17′54″N 21°39′40″Ö / 63.29826°N 21.66111°Ö
- Slottesskatan 63°18′30″N 21°41′41″Ö / 63.30847°N 21.69469°Ö (udde)
- Furuskärsskatan 63°18′27″N 21°38′06″Ö / 63.30751°N 21.63497°Ö (udde)
- Övre Alholmen 63°18′03″N 21°41′21″Ö / 63.30095°N 21.68915°Ö (udde)
- Åkerskatan 63°17′55″N 21°38′08″Ö / 63.29868°N 21.6355°Ö (udde)
- Södra Kåtaskatan 63°17′22″N 21°38′01″Ö / 63.28942°N 21.6337°Ö (udde)
- Storträskesskatan 63°16′54″N 21°37′50″Ö / 63.28177°N 21.63046°Ö (udde)
- Hällosgrunden 63°16′32″N 21°40′29″Ö / 63.27546°N 21.67469°Ö
- Svartskatan 63°16′17″N 21°38′05″Ö / 63.27151°N 21.6346°Ö (udde)
- Tjockskatan 63°16′11″N 21°40′17″Ö / 63.26984°N 21.6715°Ö (udde)
- Häggbärsgrund 63°15′49″N 21°38′12″Ö / 63.26372°N 21.63656°Ö (udde)
- Koskö Grangrund 63°15′38″N 21°38′21″Ö / 63.26056°N 21.63918°Ö
- Korpskatan 63°15′32″N 21°40′11″Ö / 63.25884°N 21.66967°Ö (udde)
- Platsskatan 63°19′19″N 21°40′00″Ö / 63.32183°N 21.66676°Ö (udde)
- Sprättonören 63°19′17″N 21°39′34″Ö / 63.32148°N 21.65941°Ö
- Konsvikören 63°18′33″N 21°38′09″Ö / 63.30929°N 21.63571°Ö
- Fårgrund 63°18′29″N 21°41′46″Ö / 63.30804°N 21.69608°Ö (udde)
- Råghällan 63°18′26″N 21°37′39″Ö / 63.3071°N 21.62739°Ö (udde)
- Pitesskatan 63°18′08″N 21°38′11″Ö / 63.30226°N 21.63629°Ö (udde)
- Bockgrund 63°17′54″N 21°41′27″Ö / 63.29835°N 21.69086°Ö (udde)
- Böllen 63°17′54″N 21°37′38″Ö / 63.29822°N 21.62723°Ö
- Gistgrund 63°17′49″N 21°41′03″Ö / 63.29692°N 21.68423°Ö (udde)
- Norra Kåtaskatan 63°17′36″N 21°38′19″Ö / 63.29323°N 21.63853°Ö (udde)
- Pites Långskatan 63°17′35″N 21°40′41″Ö / 63.29304°N 21.67794°Ö (udde)
- Ginvädersskatan 63°17′23″N 21°40′36″Ö / 63.28962°N 21.67654°Ö (udde)
- Södra Kåtaören 63°17′14″N 21°38′02″Ö / 63.28733°N 21.63399°Ö (udde)
- Mörtbäckskatan 63°17′13″N 21°40′25″Ö / 63.28684°N 21.6737°Ö (udde)
- Långskatan 63°16′41″N 21°40′29″Ö / 63.27794°N 21.67467°Ö (udde)
- Likviksskatan 63°17′47″N 21°38′20″Ö / 63.29633°N 21.63898°Ö (udde)
- Topparesskatan 63°17′01″N 21°40′06″Ö / 63.28365°N 21.66835°Ö (udde)